# Androsace wulfeniana
Espèce
Androsace wulfeniana est une espèce de plantes à fleurs de la famille des Primulacées.